# 阿伯塔巴德县
阿伯塔巴德县 (乌尔都语: ایبٹ آباد)是巴基斯坦西北边境省所辖的一个县。该县面积1,969平方公里，人口881,000(1998年)。县治所在地为阿伯塔巴德。

## 地理
该县最高峰为Miranjani峰，海拔3,313m。

## 行政区划
阿伯塔巴德县分为2个乡-阿伯塔巴德乡与赫韦利扬乡。阿伯塔巴德县下辖51个联合委员会，其中35个属于阿伯塔巴德乡，16个属于赫韦利扬乡。